# Совместная поездка
«Совместная поездка» (англ. Ride Along) — комедийный боевик режиссёра Тима Стори. Премьера состоялась 17 января 2014 года. Съемки фильма проходили в Атланте (штат Джорджия, США). Премьера сиквела состоялась 15 января 2016 года.

## Сюжет
Фильм относится к категории комедий про полицейских. Для Бена (Кевин Харт) все в жизни удалосьː у него есть работа, хобби и красавица невеста Анджела (Тика Самптер). Но вот только её брату Джеймсу (Айс Кьюб) и самому близкому родственнику Бен не по душе. Дабы стать членом семьи, Бену приходится отправиться на дежурство с Джеймсом и пройти придуманные им испытания.

## Роли исполняли

### В главных ролях
- Айс Кьюб — Джеймс Пайтон
- Кевин Харт — Бен Барбер
- Тика Самптер — Анжела Пайтон, сестра Джеймса и девушка Бена

### Второстепенные персонажи
- Джон Легуизамо — Сантьяго
- Брайан Коллен — Миггс
- Лоренс Фишберн — Омар
- Брюс Макгилл — лейтенант Брукс

## Сборы
За первые три дня показа премьерной недели фильм собрал $41 516 170 в 2 663 кинотеатрах США и Канады. За время показа в Северной Америке фильм собрал $134 202 565, в мировом прокате — $19 059 619, в общем собрав $153 262 184.

## Критика
Фильм получил преимущественно негативные отзывы. Согласно сайту-агрегатору рецензий Metacritic фильм набрал 41% положительных отзывов и получил оценку 5.5; Rotten Tomatoes — 17% с рейтингом 4.2 из 10.

## Награды
| Награды и номинации | Награды и номинации | Награды и номинации           | Награды и номинации  | Награды и номинации |
| Награда             | Дата церемонии      | Категория                     | Номинанты            | Итог                |
| ------------------- | ------------------- | ----------------------------- | -------------------- | ------------------- |
| BET Awards          | 29 июня 2014        | главная мужская роль          | Кевин Харт           | Номинация           |
| MTV Movie Awards    | 13 апреля 2014      | лучший актерский дуэт         | Айс Кьюб, Кевин Харт | Номинация           |
| MTV Movie Awards    | 13 апреля 2014      | лучшее комедийное выступление | Кевин Харт           | Номинация           |

## Саундтреки
Вся музыка написана Кристофером Леннерцом (Tracks 1–21).
| №                   | Название                             | Длительность |
| ------------------- | ------------------------------------ | ------------ |
| 1.                  | «Ride Along»                         | 0:32         |
| 2.                  | «Serbian Negotiations»               | 1:18         |
| 3.                  | «Car Chase»                          | 2:08         |
| 4.                  | «Ben's First Ride Along»             | 0:55         |
| 5.                  | «Police Academy Acceptance»          | 0:46         |
| 6.                  | «Stranger Danger»                    | 3:11         |
| 7.                  | «Ben's Goodbyes»                     | 1:27         |
| 8.                  | «Crazy Cody»                         | 2:51         |
| 9.                  | «Ben Overhears The Prank»            | 2:11         |
| 10.                 | «Strip Club Drama»                   | 3:06         |
| 11.                 | «Interrogating Jay»                  | 1:35         |
| 12.                 | «Drive To Warehouse»                 | 0:51         |
| 13.                 | «Warehouse Pt. 1»                    | 4:24         |
| 14.                 | «Warehouse Pt. 2»                    | 4:05         |
| 15.                 | «Warehouse Pt. 3»                    | 1:52         |
| 16.                 | «Ben To Hospital»                    | 1:34         |
| 17.                 | «Shootout»                           | 3:19         |
| 18.                 | «Omar At Angela's / James Was Wrong» | 1:49         |
| 19.                 | «Angela Held Hostage»                | 1:47         |
| 20.                 | «Apartment Fight»                    | 1:44         |
| 21.                 | «Omar Shot»                          | 2:14         |
| Общая длительность: | Общая длительность:                  | 43:39        |